# 楊濛
臨川王楊濛（？—937年），字志龍，五代時期南吳君主楊行密第三子。

## 生平
生年和生母不详，仅知兄杨隆演生于897年、弟楊溥生于900年。
武義元年（919年）受封廬江郡公，並對徐溫專權不滿，曾感慨“我国家竟为他人所有乎！”徐溫得知，漸漸厭惡楊濛。同年冬楊濛任楚州團練，次年改任舒州團練。楊隆演去世後，本來打算以楊濛即吳國國王位，但徐溫不想立長君，更不想楊濛為君，結果矫杨隆演令以杨溥监国繼位。
順義七年（927年）楊溥即皇帝位，是為吳睿帝，楊濛進封常山王，次年改封臨川王，又任昭武節度使（治抚州）及中書令。
杨濛和杨行密女婿蒋延徽为内兄弟，关系亲密。934年，蒋延徽围攻闽国建州，徐知诰注意到一旦蒋延徽成功破城，会以此为基拥立杨濛，便下令蒋延徽撤军。
同年，徐知誥為謀受禪，誣告楊濛私造兵器，降為歷陽郡公，囚於和州，由控鹤军使王宏率二百士兵監管。
兩年後（937年），楊濛知道南吳將亡，就殺死王宏逃走。王宏之子勒兵攻打他，他又用箭射殺王宏之子，投杨行密旧部廬州德勝節度使周本求助，却被周本之子周弘祚用計擒住解往广陵，中途被殺於，並廢為悖逆庶人，除宗籍。其在和州的妻子被侍衛軍使郭悰所殺。
南唐昇元元年（937年），楊濛被追封為臨川靈王。